# Epping (Moselle)
Epping település Franciaországban, Moselle megyében. Lakosainak száma 566 fő (2022. január 1.). Epping Bettviller, Erching, Hottviller, Ormersviller, Rimling és Volmunster községekkel határos.

## Népesség
A település népességének változása:
| Lakosok száma | 502  | 477  | 473  | 554  | 570  | 564  | 570  | 572  | 562  | 566  |
|               | 1968 | 1982 | 1990 | 2006 | 2013 | 2015 | 2017 | 2019 | 2020 | 2022 |